# ワルシャワ県 (1975年-1998年)

ワルシャワ県
Województwo warszawskie

ワルシャワ県（1975年-1998年）

ワルシャワ県、また1975年から1990年の間の呼称であるワルシャワ首都県は、1975年から1989年までポーランド人民共和国に、1989年から1998年までポーランド第三共和国に存在した県（行政区画、地方行政単位）である。県都はワルシャワで、マゾフシェの中心に位置した。1975年にワルシャワ県の一部として、またワルシャワの独立市として設立され、マゾフシェ県に統合された1998年12月31日まで存在した。

## 歴史
ワルシャワ首都県は、行政改革の一環として1975年6月1日に設立された、ポーランド人民共和国の県（vivodeship）の一つである。ワルシャワ県の領土の一部と、県都となったワルシャワから形成された。1975年当時、県の人口は2,154,700人であった。
1989年12月9日、ポーランド人民共和国はポーランド第三共和国となった。1990年、県の名前が「ワルシャワ県」に変更された。1997年時点で人口は2 418 400人、面積は3788 km²であった。ワルシャワ県は、マゾフシェ県となった1998年に12月31日まで存在した。

## Subdivisions

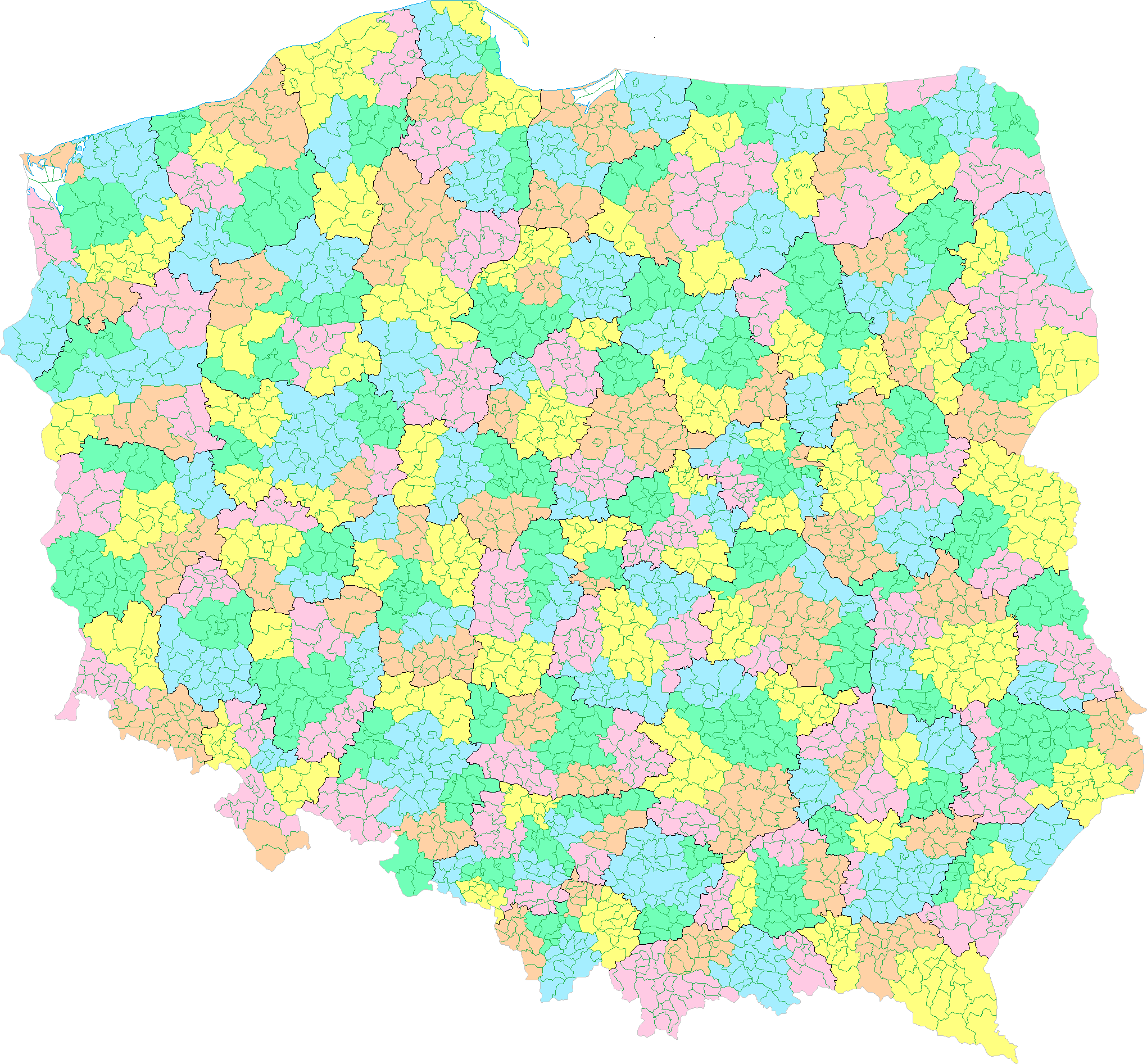
The district offices and gminas (municipalities) of Poland in 1998, including the Warsaw Voivodeship.

1997県、ワルシャワ県は25のurban municipalities、14のurban-rural municipalities、20のrural municipalitiesを含む58のグミナ（基礎自治体）に分割された。また、28の市や町があった。
1990年から1998年までは、さらに7つの区役所に分割され、それぞれが複数の市町村で構成されていた。

## 統計

### 人口
| 年     | 人口      |
| ------ | --------- |
| 1975年 | 2 154 700 |
| 1980年 | 2 319 100 |
| 1985年 | 2 412 200 |
| 1990年 | 2 421 600 |
| 1995年 | 2 416 600 |
| 1997年 | 2 418 400 |

### 主要都市
主要な市と町（人口は1995年時点）
- ワルシャワ（1,638,300人）
- プルシュクフ（53,000人）
- Legionowo（50,600人）
- オトフォツク（英語版）（44,000人）
- Wołomin（36,500人）
- ノヴィ・ドヴル・マゾヴィエツキ（27,200人）
- Piaseczno（25,200人）
- グロジスク・マゾヴィエツキ（24,900人）
- Piastów（23,700人）